# Achthophora humeralis
Achthophora humeralis es una especie de escarabajo longicornio del género Achthophora, tribu Monochamini, subfamilia Lamiinae. Fue descrita científicamente por Heller en 1916.
Se distribuye por Filipinas. Mide aproximadamente 17 milímetros de longitud.